# Ost+Front

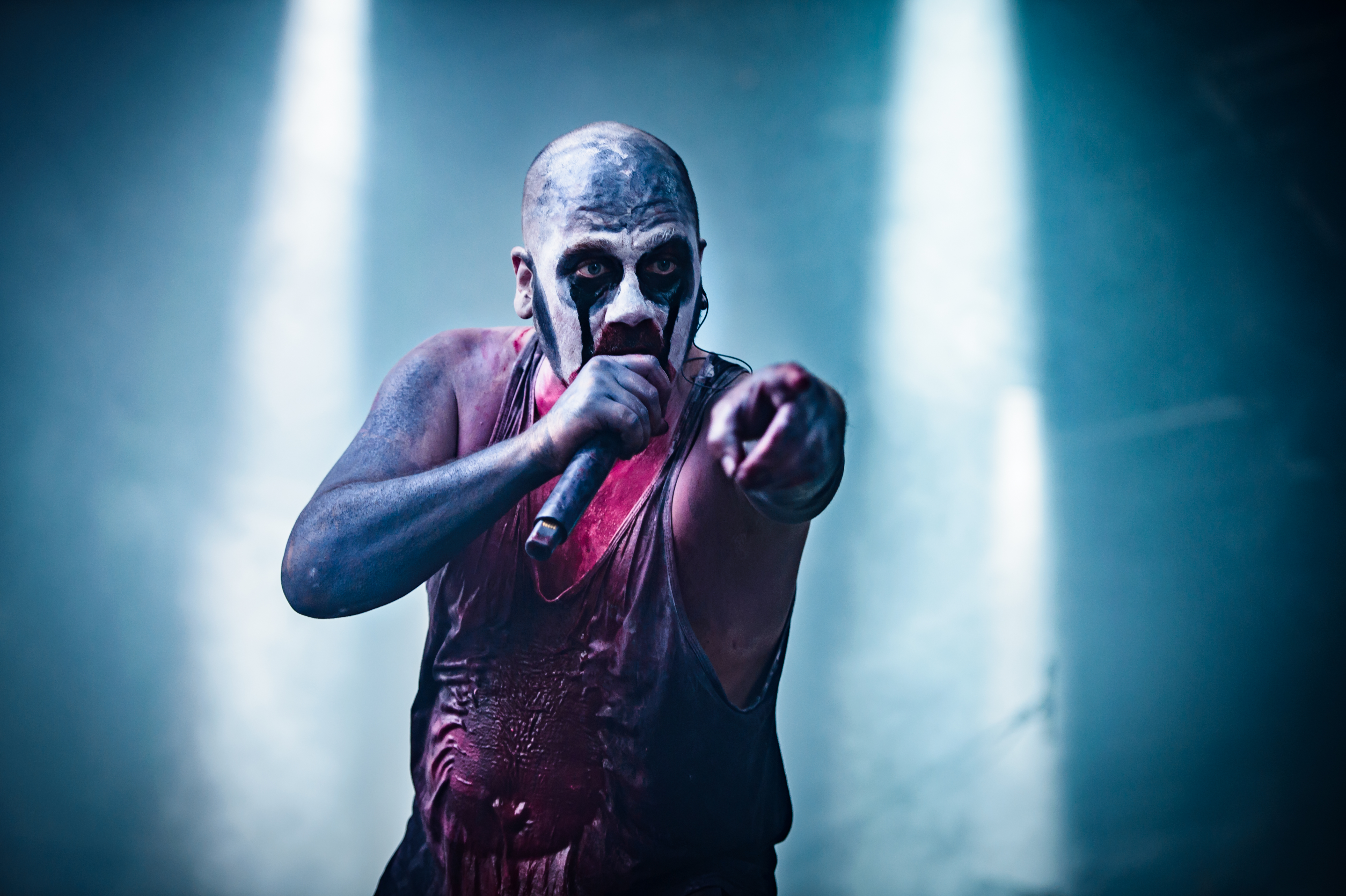
Патрік Ланге (Herrmann Ostfront)

Ost+Front — німецький рок-гурт, який грає в стилі Neue Deutsche Härte. У той час як початкові пісні характеризувалися грубим музичним стилем і монотонними ритмами під впливом музичної та текстової моделі наслідування Rammstein, з часом додалися впливи індастріалу, металу та готики. Ost+Front належить до так званої чорної сцени.

## Історія
Ost+Front був заснований у 2008 році Патріком Ланге (Herrmann Ostfront), який до того часу грав в Corvus Corax, Tanzwut і Schelmish.
У 2011 році Ost+Front відкрились для ширшої аудиторії на фестивалі M'era Luna Festival, на якому вони виступили з Крісом Л. (Agonoize). Менш ніж через два тижні Кріс залишив групу, а його місце зайняв Патрік Ланге під псевдонімом «Herrmann Ostfront», який раніше грав на гітарі та був бек-вокалістом. Це завадило своєчасному виходу дебютного альбому.
10 серпня 2012 року вийшов дебютний альбом Ave Maria. Альбому передував відеокліп I love it, який не тільки зустрів критичну реакцію в музичній пресі, а й був відхилений FSK через відверто сексуальні зображення. Після зміни DVD, яке додавалось до альбому, альбом отримав рейтинг «старше 16». Незважаючи на це обмеження, 28 серпня альбом увійшов до німецького тижневого чарту альбомів під номером 68. Сам альбом викликав неоднозначну реакцію: Metal.de критикував Ost+Front за те, що Ost+Front «досить нестримно копіює Rammstein», Legacy.de вказав, що «незважаючи на лірику, до якої потрібно було звикнути. ], і досить кумедний вигляд […] ] провокаційний потенціал — який, мабуть, такий важливий для групи — залишиться досить низьким». Проте, якість музики та її розважальний характер отримали високу оцінку. Наприкінці 2012 року в групи відбулися клубні концерти в кількох містах Німеччини, а в березні 2013 року вперше відбулися два закордонні гастрольні виступи: з квітня по серпень того ж року Ost+Front виступали на кількох великих фестивалях чорної сцени, таких як Blackfield Festival та M'era Luna Festival.
Наприкінці вересня 2013 року Ost+Front випустили EP Bitte schlag mich, який також містив кавер-версію хіта Фалько Out of the Dark.
24 січня 2014 року був випущений другий альбом Olympia, який увійшов до чартів альбомів Media Control під номером 25. Musikreviews.de охарактеризував альбом як чудово досконалу копію Rammstein місцями, яка, однак, сильно відставала від Rammstein з точки зору якості та чиї тексти не стимулювали думки, а скоріше змушували інших соромитися. Журнали Tombstone та Mindbreed, з іншого боку, хвалили глибокі тексти та увагу до деталей. Порівняно зі своїм дебютом, Ost+Front просунулися далі в музичному плані та представили «брутальний тотальний пакет для радості чорного гумору». Англомовний онлайн-журнал Reflections of Darkness також позитивно оцінив альбом, але дійшов висновку, що тим, хто не є фанатом гурту та їхньої музики, буде складно вилучити щось із альбому (з іншого боку, якщо таку музику не можна назвати одним з ваших вподобань, навряд чи вдасться знайти на релізі щось справді класне для вас).
30 жовтня 2015 вийшов сингл Sternenkinder, який був випущений обмеженим тиражем 999 копій. Одночасно було випущено музичне відео, яке супроводжувало сингл. Крім оригінальної пісні Sternenkinder, на синглу можна знайти два ремікси на цю пісню. Один від Blutengel, другий від Роба Даста. Оркестрову версію Die Moldau можна знайти як четверту пісню. Пісня заснована на Die Vltava чеського композитора Бедржіха Сметани.
22 січня 2016 року третій студійний альбом Ultra був випущений на компакт-диску, подвійному компакт-диску з шістьма додатковими піснями та у коробці обмеженим тиражем. Музичне відео Bruderherz раніше з'явилося на YouTube. Пісня Fiesta De Sexo співається іспанською разом з Ерком Айкрагом, вокалістом гурту Hocico. Ost+Front отримує музичну підтримку від Дойтунга під час самогубства. Другий диск містить, серед іншого, кавер-версію Bitte schlag mich у виконанні Voice Violence. Згідно з metal.de, Ultra вражає «особливо чорним гумором OST+FRONT, який сподобається не всім» і вважається «всебічно послідовним і зрілим альбомом».
Arm & Reich, перший сингл із анонсованого альбому Adrenalin, вийшов 22 грудня 2017 року. 2 лютого 2018 року вийшов другий сингл Heavy Metal у вигляді відео та MP3. 16 лютого 2018 альбом Adrenalin був випущений на компакт-диску, подвійному компакт-диску з чотирма додатковими треками, на LP і у вигляді бокс-сету.
Концерт «Адреналін» на фестивалі Summer Breeze, зіграний 17 серпня 2019 року в Баварії, був записаний німецько-французькою телекомпанією ARTE і в даний час доступний на YouTube.
31 липня 2020 року, після двох із половиною років роботи, вийшов п'ятий студійний альбом Your Helper in Need. Раніше були випущені сингли Ikarus — 26 червня 2020 та Schau ins Land — 17 липня 2020 року. Відеокліпи на обидві пісні були опубліковані на YouTube. Одночасно з випуском альбому було випущено відеокліп на пісню Geld Geld Geld.

## Контроверсивність
Оскільки права екстремістська група з Тюрінгії зветься «Ostfront», а Ost+Front спочатку називалася так само, виникли асоціації з правими екстремістськими ідеями. Потім група змінила назву та неодноразово дистанціювалася від правого екстремізму.
Наприкінці вересня 2013 року мер муніципалітету Віндек Ханс-Крістіан Леманн заборонив концерт гурту в залі культури Kabelmetal після того, як жителі та міський фонд громадянської культури поскаржилися на те, що Ost+Front прославляє насильство. Група відкинула звинувачення.

## Дискографія
- 2012 — Ave Maria
- 2014 — Olympia
- 2016 — Ultra
- 2018 — Adrenalin
- 2020 — Dein Helfer in der Not